# Ravasz János
Ravasz János (Budapest, 1915. október 29. – Budapest, 2004. január 8.) Kossuth-díjas pedagógus, neveléstörténész, helytörténész.

## Életútja
A budapesti egyetemen latin-történelem szakon szerzett középiskolai tanári oklevelet. 1938-1948 között a budapesti református gimnáziumban tanított, közben 1945-ben a Magyar Demokratikus Ifjúsági Szövetség (MADISZ) alelnökeként működött. Az iskolák államosításával megszűnt korábbi állása. 1948-1950-ig az Országos Neveléstudományi Intézet munkatársa lett, 1950-52 között újra középiskolában tanított, 1952-től a Budapesti Pedagógus Továbbképző Intézet munkatársaként dolgozott, 1952-1954 között az ELTE-n adjunktusi beosztásban oktatott. 1954-1959 között a Pedagógiai Tudományos Intézet munkatársa.
Az 1956. október 2–6. között megrendezett Balatonfüredi Pedagógus Konferencia egyik szervezője és a neveléstörténeti vita vezetője.
1959-1968 között középiskolai tanár, 1968-1975 között főiskolai docens, 1976-tól az OPI tanára.
Kutatási területe a magyar helytörténet, neveléstörténet, didaktika és egyháztörténet. Közreműködött az 1997-ben közreadott háromkötetes Magyar pedagógiai lexikon szövegének ellenőrzésében.

## Kötetei (válogatás)
- A sárospataki uradalom gazdálkodása a 18. század első felében. Budapest : Otthon ny., 1938. 103 p. (Tanulmányok a magyar mezőgazdaság történetéhez ; 14.)
- Tanulmányok a magyar nevelés történetéből, 1849-1944 / [szerk. Ravasz János] ; [közread. a] Pedagógiai Tudományos Intézet. Budapest : Tankönyvkiadó, 1957.
- Ravasz János [et al.]: A magyar nevelés története. Bp. : Tankönyvkiadó, 1960. 86-93, 101-111, 145-177. p.[1]
- A magyar nevelés története a feudalizmus és a kapitalizmus korában / Ravasz János, Felkai László et al. ; [szerk. Ravasz János ; ill. Jáki László]. – 2. kiad. Budapest : Tankönyvkiadó, 1961.
- Dokumentumok a magyar nevelés történetéből : 1100-1849 / szerk., magyarázat, jegyz. Ravasz János. Budapest : Tankönyvkiadó, 1966. (Neveléstörténeti könyvtár).
- Schneller István és Imre Sándor tantervelméleti törekvései : válogatott írások / szerk., bev., jegyz. Ravasz János. Budapest : OPI, 1984. (A tantervelmélet forrásai , ISSN 0231-4940 ; 4.)
- Die Chronik der Evangelischen Kirchengemeinde Magyarbóly : a magyarbólyi evangélikus egyházközség krónikája / János Ravasz ; hrsg. v. Emma Kerber, Josef Preiss ; [Mitarb. v. János Heineck, Zoltán Vértesi ; Übers. v. David Beck, Wilhelm Divy]. – Magyarbóly : Magyarbólyi Evangélikus Egyházközség, 1996. 223 p. ISBN 963-00-2085-8
- Ivándárda egykor és ma = Ivándárda einst und heute : Ivándárda község és felekezeteinek története / [szerk. Waller Cecilia, Ravasz János, Szende Béla]. Ivándárda : Ivándárdáért Közalapítvány, 2000. – 86 p., [40] t. : ill. ISBN 963-00-3600-2

## Társasági tagság
- Magyar Comenius Társaság (MCT)
- Magyar Pedagógiai Társaság

## Díjak, elismerések
- Kossuth-díj (1949)